# Сновідза
Сновідза (пол. Snowidza) — село в Польщі, у гміні Мсцивоюв Яворського повіту Нижньосілезького воєводства.
Населення — 1119 осіб (2011).
У 1975-1998 роках село належало до Легницького воєводства.

## Демографія
Демографічна структура станом на 31 березня 2011 року:
|          | Загалом | Допрацездатний вік | Працездатний вік | Постпрацездатний вік |
| -------- | ------- | ------------------ | ---------------- | -------------------- |
| Чоловіки | 562     | 118                | 380              | 64                   |
| Жінки    | 557     | 95                 | 329              | 133                  |
| Разом    | 1119    | 213                | 709              | 197                  |